# Amici di Maria De Filippi (seconda edizione, fase iniziale)
La seconda edizione del talent show musicale Amici di Maria De Filippi (all'epoca chiamato ancora Saranno famosi) è andata in onda nella sua fase iniziale dal 14 settembre 2002 al 22 marzo 2003 su Canale 5 nella fascia pomeridiana dal lunedì al venerdì e il sabato pomeriggio con la puntata speciale in onda dalle 14:10 alle 16:00 con la conduzione di Maria De Filippi. Da martedì 25 marzo con la prima puntata in prima serata è iniziata la fase serale di questa edizione.

## Concorrenti
Durante la puntata di selezioni, andata in onda il 21 giugno 2002 in prima serata, sono stati ammessi 3 concorrenti (uno per categoria) ognuno tramite una sfida di ingresso giudicata dal televoto.
Nel primo speciale del sabato, andato in onda il 14 settembre 2002, vengono ammessi direttamente altri 21 ragazzi e viene annunciato che altri 2 concorrenti verranno poi ammessi tramite sfida di ingresso giudicata da un commissario esterno; raggiungendo così un totale di 26 titolari.

I ragazzi ammessi alla fase finale sono 20.
 BALLERINI 
- Fausto Monteforte (Catania, 9 luglio 1983) 
- vince la sfida di ingresso contro Antonino Guida
- Michele Maddaloni (Lecco, 15 dicembre 1981)
- Augusto "Gugu" Da Graça (Lisbona, 10 novembre 1976)
- Anbeta Toromani (Tirana, 2 aprile 1979)
- Elena Novaresi (Fidenza, 17 luglio 1983)
- Luca Basto (Oristano, 12 settembre 1982)
- Jennifer Iacono (Roma, 13 maggio 1981)
- Danilo Grano (Cosenza, 11 novembre 1979)
- Maria Stefania Di Renzo (Roma, 28 febbraio 1980)
- Sara Donadelli (Grosseto, 8 aprile 1982)

 CANTANTI 
- Salvatore Andreoli (Crotone, 25 agosto 1981) 
- vince la sfida di ingresso contro Nicola Traversa
- Lidia Cocciolo (Brindisi, 1º settembre 1983)
- Fabio Villanis (Napoli, 6 luglio 1982)
- Marta Gerbi (Torino, 26 luglio 1984)
- Antonio "Antonino" Grosso (Roma, 22 aprile 1982)
- Timothy Snell (Calgary, 19 ottobre 1975)
- Giulia Ottonello (Genova, 30 luglio 1984)
- Luca Militello (Palermo, 11 marzo 1982)
- Samantha Discolpa (Messina, 26 novembre 1980)
- Daniele Perrino (Vicenza, 8 settembre 1983)

 ATTORI 
- Teresa "Terry" Paternoster (Vizzolo Predabissi, 29 giugno 1979) 
- vince la sfida di ingresso contro Enrico Pittari
- Giovanna Martini (Arzignano, 5 settembre 1981)
- Roberta Mengozzi (Forlì, 21 luglio 1978)
- Enrico Pittari (Roma, 11 aprile 1983)

Nel corso del programma hanno ottenuto il banco anche i seguenti ragazzi:
 BALLERINI 
- Stefano Bindinelli (Nuoro, 8 gennaio 1978) 
- vince la sfida di ingresso contro Giacomo Milli
- Federico Patrizi (Grosseto, 26 luglio 1981) 
- vince la sfida contro Stefano Bindinelli
- Stefano Bindinelli (Nuoro, 8 gennaio 1978) 
- vince la sfida contro Luca Basto

 CANTANTI 
- Ettore Romano (Galatina, 11 giugno 1981) 
- occupa il banco liberato da Salvatore Andreoli
- Marcella Di Vita (Milano, 9 ottobre 1980) 
- vince la sfida di ingresso contro Francesca Paganucci
- Leonardo Di Minno (Torino, 27 febbraio 1979) 
- vince la sfida contro Antonino Grosso
- Consuelo Varini (Castelnuovo di Garfagnana, 23 ottobre 1981) 
- vince la sfida contro Marcella Di Vita
- Andrea Veschini (Roma, 11 agosto 1983) 
- vince la sfida contro Fabio Villanis

 ATTORI 
- Paolo Stella (Milano, 12 marzo 1978) 
- occupa il banco liberato da Luca Militello vincendo la sfida di ingresso contro Gennaro Silvestro
- Fabio Morici (Roma, 1º settembre 1978) 
- vince la sfida contro Paolo Stella

## Commissione
- Chicco Sfondrini - responsabile di produzione
- Bruno Voglino - preside
- Fioretta Mari - insegnante di recitazione e dizione
- Patrick Rossi Gastaldi - insegnante di recitazione
- Peppe Vessicchio - insegnante di canto e musica
- Luca Pitteri - insegnante di canto e musica
- Nora Orlandi - insegnante di canto e musica
- Garrison - insegnante di ballo (danza moderna)
- Maura Paparo - insegnante di ballo (danza moderna)
- Steve La Chance - insegnante di ballo (danza jazz)
- Rossella Brescia - insegnante di ballo (danza classica)
- Jill Cooper - istruttrice di fitness
- Martino Vertova - maestro vetraio

## La sigla
La sigla della seconda edizione era il ritornello di Non mollare mai di Gigi D'Alessio, cantato in coro da tutti i ragazzi. Durante le puntate del sabato della fase serale, viene proposta come sigla I ragazzi del 2003, scritta sempre da Gigi D'Alessio e cantata anche da attori e un ballerino.